# Терминско тржиште
Терминско или будуће тржиште (енг. futures market) је врста финансијског тржишта, где се економска лица, тржишним уговором, обавезују на испоруку одређене количине неке робе у будућности. 
Везано за појам терминског тржишта, потребно је споменути појам "будући или термински уговор" (енг. futures). Сваки будући уговор је дефинисан следећим параметрима:
- Количина робе која мора да се испоручи
- Датум испоруке или обрачуна робе
- Цена по којој ће роба бити испоручена

Обично се количина робе која треба да се испоручи фиксира на нивоу целе берзе тако да су цена и датум испоруке параметри који дефинишу различите уговоре и по којима се они зову, нпр. „Бакар Мај 2006".
У моменту обрачунавања будућег уговора, странка која је дужна да испоручи робу мора да је достави купцу по стандардним условима испоруке. Ова врста обрачуна се зове физички обрачун, за разлику од новчаног обрачуна где странке испоручују једну другој разлику од уговорене цене и цене на тржишту у моменту испоруке. 

## Пример
Као пример, рецимо да се једна странка обавезује на испоруку робе по цени од 1000 динара. Уколико је цена робе у моменту испоруке 1600 динара, странка којој роба мора да се испоручи ће имати профит од 600 динара пошто може да купи робу по цени од 1000 динара (по уговору) и да је моментално прода на тржишту по 1600 динара. Уколико цена робе у моменту испоруке буде 600 динара, онда ће странка која испоручује робу имати профит од 400 динара пошто може да захтева да друга странка прихвати испоруку по цени од 1000 динара и да себи надокнади робу на тржишту по цени од 600 динара, узимајући разлику од 400 динара као профит. 

## Употреба Уговoра
Будући уговори се могу користити у разне сврхе:
- Повећање ризика и добити у односу на уложена средства (шпекулација)
- Смањење ризика за странке које имају робу или ће је имати у будућности - нпр. сељак који је забринут да ли ће следеће године бити суша може да купи будућности за испоруку жетве следеће године и тако себи осигура цену.

Главна особина будућих уговора је да они не стварају нови ризик у систему већ се преко њих врши трансфер ризика од странака које желе да га смање на странке које желе да повећају ризик (да врше шпекулацију).
Поред терминског тржишта за физичку робу и материјале (жито, челик, злато итд.) постоје и терминска тржишта за економске индексе и индикаторе као што су ниво камата или цена скупа акција на берзи (нпр. Дау Џонс индекс). Код оваквих терминских тржишта не постоји физички обрачун већ само новчани.
Терминска тржишта могу да буду у два стања:
- Контанго - када се цене испорука за будуће термине повећавају што су термини даље у будућности. Контанго доводи до додатног нагомилавања робе пошто се учесницима исплати да купе робу, да одмах продају будући уговор по већој цени и да узму профит држећи робу на залихама до испоруке.
- Уназађење (енг. backwardation) - које индицира тренутну несташицу робе на тржишту.